# William A. Poynter
William Amos Poynter, né le 29 mai 1848 et mort le 5 avril 1909, est un homme politique démocrate américain. Il est le 10e gouverneur du Nebraska entre 1899 et 1901 sous une étiquette commune, entre le Parti démocrate et le Parti populiste.